# أليوت دالي
أليوت دالي (بالإنجليزية: Elliot Daly)‏ هو لاعب اتحاد الرغبي بريطاني، ولد في 8 أكتوبر 1992 في كرويدون في المملكة المتحدة.

## وصلات خارجية
- أليوت دالي على موقع دوري الرغبي الممتاز (الإنجليزية)
- أليوت دالي عل موقع إسبنسكروم (الإنجليزية)
- أليوت دالي على موقع ItsRugby.co.uk (الإنجليزية)